# 新潟市立横越小学校
新潟市立横越小学校（にいがたしりつ よこごししょうがっこう）は、新潟県新潟市江南区の中蒲原郡横越町域にある公立小学校。

## 概要
- 本校は、新潟市江南区の旧横越町域を学区とするが、北区の一部も学区に含まれている。

## 沿革
- 1976年（昭和51年）
  - 4月1日 - 横越（旧）・小杉・沢海・木津の4小学校を統合し、横越村立横越小学校（新）開校。
  - 5月27日 - 竣工式挙行。この日（5月27日）を開校記念日と定める。
- 1995年（平成7年）
  - 3月 - 体育館増築工事完了。
  - 8月 - グラウンド改修工事完了。
- 1996年（平成8年）11月1日 - 横越村の町制施行により、横越町立横越小学校と改称。
- 2002年（平成14年）4月 - 学校週5日制・新教育課程開始。
- 2005年（平成17年）3月21日 - 市町村合併により新潟市立横越小学校となる。
- 2015年（平成27年）10月 - 横越小学校創立40周年を祝う会を行う。
- 2017年（平成29年）7月 - 校舎大規模改造工事開始（平成31年度まで）。
- 2019年（令和元年）10月 - 校舎大規模改造工事終了。

## 学区
- 茜ヶ丘・阿賀野（1丁目・2丁目）・いぶき野（1丁目・2丁目）・うぐいす（1丁目・2丁目）・木津（1丁目～5丁目・住居表示未整備地区(大字が残る地域・以下同じ)）・木津工業団地・小杉（1丁目～5丁目・住居表示未整備地区）・駒込（1丁目・2丁目・住居表示未整備地区）・沢海（1丁目～3丁目・住居表示未整備地区）・二本木（1丁目～5丁目・住居表示未整備地区）・平山・藤山（1丁目・2丁目・住居表示未整備地区）・横越・横越上町（1丁目～5丁目）・横越川根町（1丁目～5丁目）・横越中央（1丁目～8丁目）・横越東町（1丁目・2丁目）・北区小杉・北区横越・北区十二前[1]

## 周辺
- 新潟県道586号水原亀田線
  - 横雲橋（阿賀野川に架かる橋）
- 阿賀用水路
- 阿賀野川浄水場
- 阿賀野川
- 新潟市立横越中央保育園 - 進学前保育園
- 新潟市立横越中学校 - 主な進学先でもある。

## アクセス
- 横越地区住民バス「横バス」南ルート「横越小学校」バス停下車。
- 新潟交通 S9 亀田・横越線「横越」バス停から、徒歩約305m・約5分。
- 横越中学校から、
  - 徒歩約500m・約8分。
  - 上述の「横バス」で、「横越中学校南ルート」バス停から、「横越小学校」バス停まで、1分。
- JR信越本線
  - 亀田駅から、車で約5.8km・約10分。
  - 荻川駅（東口）から、車で約5.7km・約10分。